# Sérigoule
La Sérigoule, ou Cérigoule, est une petite rivière qui se jette dans le Lignon du Velay, par sa rive droite, sur la commune de Tence. C'est donc un sous-affluent de la Loire.

## Géographie
D'une longueur de 7,8 kilomètres, la Sérigoule coule dans le département de la Haute-Loire.